# 8. sekretariát ústředního výboru Komunistické strany Číny
8. sekretariát ústředního výboru Komunistické strany Číny (čínsky v českém přepisu Čung-kuo kung-čchan-tang ti-pa-ťie čung-jang šu-ťi-čchu, pchin-jinem Zhōngguó Gòngchǎndǎng dìbājiè Zhōngyāng Shūjichù, znaky 中国共产党第八届中央书记处) bylo v letech 1956–1969 skupinou necelé desítky členů ústředního výboru Komunistické strany Číny, která byla částí širšího vedení Komunistické strany Číny.
Osmý sekretariát byl zvolen 28. září 1956 na prvním zasedání 8. ústředního výboru zvoleného na závěr VIII. sjezdu KS Číny. Měl 10 členů: Teng Siao-pching, který s titulem generálního tajemníka sekretariátu stál v jeho čele, šest tajemníků sekretariátu – Pcheng Čen, Wang Ťia-siang, Tchan Čen-lin, Tchan Čeng, Chuang Kche-čcheng a Li Süe-feng a tři kandidáti sekretariátu –  Liou Lan-tchao, Jang Šang-kchun a Chu Čchiao-mu.
Sekretariát ústředního výboru byl zřízen VIII. sjezdem KS Číny v rámci celkové reformy vedení strany, v reorganizovaném vedení stálý výbor politbyra sestávající z předsedy a místopředsedů ÚV a generálního tajemníka sekretariátu držel ve svých rukách celkové řízení strany (a země), politbyro potvrzovalo a schvalovalo významné politické iniciativy úzkého vedení a sekretariát měl na starosti každodenní řízení strany a státu jménem vedení strany: koordinoval a kontroloval realizaci politiky politbyra a stálého výboru.
Zatímco členové stálého výboru politbyra, resp. politbyra stáli v čele stranických a státních orgánů, v sekretariátu pracovali spíše jejich zástupci a pomocníci, kteří drželi v rukách každodenní chod svěřených rezortů. Tak například místopředseda ÚV Čou En-laj jako premiér a ministr zahraničí vedl vládu, resp. zahraničněpolitický resort, zatímco v sekretariátu ministerstvo zahraničí reprezentoval náměstek ministra Wang Ťia-siang; analogicky Pcheng Te-chuaj a pak Lin Piao vedli ministerstvo obrany, zatímco v sekretariátu armádu představovali Chuang Kche-čcheng (náměstek ministra obrany) a Tchan Čeng (tajemník kontrolní a disciplinární komise ústřední vojenské komise) a po nich Luo Žuej-čching (náčelník generálního štábu). Li Süe-feng (vedoucí oddělení ÚV) a místopředsedové vlády Tchan Čen-lin, Li Sien-nien a Li Fu-čchun zodpovídali po řadě za průmysl, zemědělství, finance a plánování; z kandidátů sekretariátu Liou Lan-tchao pracoval ve stranické ústřední kontrolní komisi, Jang Šang-kchun vedl stranický aparát obsluhující vedení strany a zajišťující jeho komunikaci s regiony, Chu Čchiao-mu se věnoval ideologii a propagandě.
V průběhu funkčního období sekretariátu proběhlo několik změn jeho složení. Nejdříve v květnu 1958 byli zvoleni tajemníky sekretariátu Li Fu-čchun a Li Sien-nien. V září 1962 byli ze sekretariátu odvoláni Chuang Kche-čcheng (fakticky přestal pracoval v sekretariátu roku 1959 v souvislosti s odvoláním Pcheng Te-chuaje z vedení strany a ministerstva obrany) a Tchan Čeng a tajemníky se stali Lu Ting-i, Kchang Šeng a Luo Žuej-čching. K dalším změnám došlo důsledku tlaku stoupenců kulturní revoluce, v květnu–srpnu 1966 přišli o politické funkce Pcheng Čen, Lu Ting-i, Luo Žuej-čching a Jang Šang-kchun a v srpnu 1966 došlo na 11. zasedání ústředního výboru k radikální obměně stranického vedení včetně sekretariátu, do kterého přišli Sie Fu-č’ a Liou Ning-i. I poté radikálové útočili na řadu členů vedení strany, začátkem roku 1967 tak byli z politiky vyřazeni Teng Siao-pching a Tchao Ču, později i Tchan Čen-lin a Liou Ning-i, také Liou Lan-tchao. S tím jak se během let 1966/1967 pod tlakem stoupenců kulturní revoluce rozpadl stranický aparát, sekretariát fakticky ukončil činnost a na IX. sjezdu strany v dubnu 1969 byl i formálně zrušen.

## Složení sekretariátu
Jako úřad je uvedeno zaměstnání a funkce vykonávané v době členství v sekretariátu.
VSLZ a ČLPPS jsou Všečínské shromáždění lidových zástupců a Čínské lidové politické poradní shromáždění.
| Minulé období                                 | Jméno                                         | Rok narození                                  | Úřady a funkce | Úřady a funkce                                                                                                  | Úřady a funkce | Další období                                  |   |
| Minulé období                                 | Jméno                                         | Rok narození                                  | civilní stranické | civilní státní a jiné                                                                                           | vojenské | Další období                                  |   |
| Generální tajemník sekretariátu, od září 1956 | Generální tajemník sekretariátu, od září 1956 | Generální tajemník sekretariátu, od září 1956 | Generální tajemník sekretariátu, od září 1956 | Generální tajemník sekretariátu, od září 1956                                                                   | Generální tajemník sekretariátu, od září 1956 | Generální tajemník sekretariátu, od září 1956 |   |
| --------------------------------------------- | --------------------------------------------- | --------------------------------------------- | --- | --- | --- | --------------------------------------------- | - |
| 7. politbyro                                  | Teng Siao-pching 邓小平, (do ledna 1967)      | 1904                                          | člen stálého výboru politbyra | | člen (od září 1959 člen stálého výboru) ústřední vojenské komise KS Číny, místopředseda Státního výboru obrany ČLR | 10., 11., 12. politbyro                       |   |
| Tajemníci sekretariátu, od září 1956          |                                               |                                               | | | |                                               |   |
| 7. politbyro                                  | Pcheng Čen 彭真, (do května 1966)             | 1902                                          | člen politbyra, předseda právní komise/politické a právní skupiny ÚV (červenec 1956 – květen 1959), tajemník pekingského městského výboru (do května 1966)                                                                        | místopředseda Stálého výboru VSLZ, místopředseda celostátního výboru ČLPPS, starosta Pekingu (do května 1966)   | | 11., 12. politbyro                            |   |
| 6. politbyro                                  | Wang Ťia-siang 王稼祥                         | 1906                                          | člen ÚV, vedoucí oddělení mezinárodních vztahů ÚV (do března 1966) | náměstek ministra zahraničí (do 1959)                                                                           | | –                                             |   |
| –                                             | Tchan Čen-lin 谭震林, (do srpna 1967)         | 1902                                          | člen ÚV, od května 1958 politbyra | místopředseda Státní rady (od ledna 1965)                                                                       | | –                                             |   |
| –                                             | Tchan Čeng 谭政, (do září 1962)               | 1906                                          | člen ÚV | | armádní generál, člen ústřední vojenské komise KS Číny (od listopadu 1956) a jejího stálého výboru (září 1959 – leden 1961), zástupce náčelníka Hlavní politické správy ČLOA (do prosince 1956 a od ledna 1961), náčelník Hlavní politické správy ČLOA (od prosince 1956 do ledna 1961), tajemník komise pro kontrolu disciplíny ústřední vojenské komise KS Číny (od prosince 1956 do ledna 1961) | –                                             |   |
| –                                             | Chuang Kche-čcheng 黄克诚, (do září 1962)     | 1902                                          | člen ÚV | | armádní generál, člen ústřední vojenské komise KS Číny (od listopadu 1956), náměstek ministra obrany (do září 1959), náčelník generálního štábu ČLOA (říjen 1958 – září 1959) | –                                             |   |
| –                                             | Li Süe-feng 李雪峰                            | 1907                                          | člen ÚV, vedoucí oddělení průmyslu a dopravy ÚV (do 1960), první tajemník severočínského byra ÚV (listopad 1960 – říjen 1966), tajemník pekingského městského výboru (květen 1966 – duben 1967), od srpna 1966 kandidát politbyra | předseda chepejského revolučního výboru (od února 1968)                                                         | komisař pekingského vojenského okruhu (1960–1967) | 9. politbyro                                  |   |
| Tajemníci sekretariátu, od května 1958        |                                               |                                               | | | |                                               |   |
| –                                             | Li Fu-čchun 李富春                            | 1900                                          | člen politbyra, od srpna 1966 člen stálého výboru politbyra | místopředseda Státní rady, ministr-předseda Státní plánovací komise                                             | | –                                             |   |
| –                                             | Li Sien-nien 胡乔木                           | 1913                                          | člen politbyra | místopředseda Státní rady, ministr financí                                                                      | | 9.,10., 11., 12. politbyro                    |   |
| Tajemníci sekretariátu, od září 1962          |                                               |                                               | | | |                                               |   |
| –                                             | Lu Ting-i 陆定一, (do srpna 1966)             | 1906                                          | kandidát politbyra, vedoucí oddělení propagandy ÚV (do května 1966), předseda vedoucí skupiny ÚV pro kulturu a vzdělání | místopředseda Státní rady, ministr kultury (únor 1965 – květen 1966)                                            | | –                                             |   |
| 6., 7. politbyro                              | Kchang Šeng 康生                              | 1898                                          | kandidát politbyra, od srpna 1966 člen stálého výboru politbyra | | | 9., 10. politbyro                             |   |
| –                                             | Luo Žuej-čching 罗瑞卿, (do srpna 1966)       | 1906                                          | člen ÚV | místopředseda Státní rady                                                                                       | armádní generál, člen stálého výboru a generální sekretář ústřední vojenské komise KS Číny (do prosince 1965), náčelník generálního štábu ČLOA (do prosince 1965) | –                                             |   |
| Tajemníci sekretariátu, od května 1666        |                                               |                                               | | | |                                               |   |
| –                                             | Tchao Ču 陶铸, (do ledna 1967)                | 1908                                          | člen ÚV, od srpna 1966 člen stálého výboru politbyra, vedoucí oddělení propagandy ÚV | místopředseda Státní rady                                                                                       | | –                                             |   |
| –                                             | Jie Ťien-jing 叶剑英                          | 1897                                          | člen ÚV, od srpna 1966 člen politbyra | místopředseda celostátního výboru ČLPPS                                                                         | maršál, generální sekretář a místopředseda ústřední vojenské komise KS Číny, místopředseda Státního výboru obrany ČLR | 19., 10., 11., 12. politbyro                  |   |
| Tajemníci sekretariátu, od srpna 1666         |                                               |                                               | | | |                                               |   |
| –                                             | Sie Fu-č’ 谢富治                              | 1909                                          | člen ÚV, od srpna 1966 kandidát politbyra | místopředseda Státní rady, ministr veřejné bezpečnosti, předseda pekingského revolučního výboru (od dubna 1967) | generálplukovník, člen stálého výboru ústřední vojenské komise KS Číny (od března 1967) | 9. politbyro                                  | – |
| –                                             | Liou Ning-i 刘宁一                            | 1907                                          | člen ÚV, vedoucí oddělení mezinárodních vztahů ÚV do dubna 1968 | předseda Všečínské federace odborů do prosince 1966, generální sekretář a místopředseda stálého výboru VSLZ,    | | –                                             |   |
| Kandidáti sekretariátu, od září 1956          |                                               |                                               | | | |                                               |   |
| –                                             | Liou Lan-tchao 刘澜涛                         | 1910                                          | člen ÚV, zástupce tajemníka ústřední kontrolní komise do září 1962, první tajemník severozápadního byra ÚV (listopad 1960 – říjen 1966)                                                                                           | místopředseda celostátního výboru ČLPPS (1965– )                                                                | komisař lančouského vojenského okruhu (1960– ) | –                                             |   |
| –                                             | Jang Šang-kchun 杨尚昆, (do května 1966)      | 1907                                          | člen ÚV, vedoucí hlavní kanceláře ÚV (do listopadu 1965) | | | 12., 13. politbyro                            |   |
| –                                             | Chu Čchiao-mu 胡乔木                          | 1912                                          | člen ÚV, člen vedoucí skupiny ÚV pro kulturu a vzdělání | | | 12. politbyro, 11. sekretariát                |   |